# Gare de Toledo
La gare de Toledo (Martin Luther King, Jr. Plaza) est une gare ferroviaire des États-Unis, située sur le territoire de la ville d'Toledo dans l'État de l'Ohio.

## Histoire
Elle est mise en service en 1950.

## Service des voyageurs

### Desserte
La gare est desservie par:
- Le Lake Shore Limited: Chicago - Boston.
- Le Capitol Limited: Chicago - Washington DC.
- Le New York Central Railroad: Terminus - New York, Cleveland, Detroit, Charleston, Thurston.
- Le Baltimore and Ohio Railroad: Terminus - Cincinnati.